# Athetis lugubris
Athetis lugubris är en fjärilsart som beskrevs av Ludwig Carl Friedrich Graeser 1889. Athetis lugubris ingår i släktet Athetis och familjen nattflyn. Inga underarter finns listade i Catalogue of Life.